# José Tasat
José Alejandro Tasat (1964, Ciudad Autónoma de Buenos Aires), más conocido como Pepe Tasat, es Doctor en Educación y Licenciado en Psicología, reconocido por sus aportes a la trama de pensamiento crítico americano y su esfuerzo por dar visibilidad a pensadores poco trabajados en el campo académico. 

## Biografía
José Alejandro Tasat nació en la Ciudad Autónoma de Buenos Aires en 1964. Sus raíces de ascendencia pueden rastrearse, por parte paterna, en las comunidades sefaradíes y, por parte materna, en las wichís y andaluces. 

## Trayectoria
Estudió Psicología en la Universidad Nacional de Buenos Aires (UBA), y se especializó en múltiples disciplinas educativas. Posteriormente, realizó un Doctorado en Educación en conjunto con la Universidad Nacional de Tres de Febrero (UNTREF) y la Universidad Nacional de Lanús (UNLA) del que se graduó con su trabajo de tesis La persistencia y convivencia de lo negado por la modernidad en educación. 
Su trabajo se centró tanto en la administración pública y en la asistencia técnica para organismos internacionales, como en el ejercicio docente. En relación con el primero, se destaca su desempeño como Coordinador de Proyectos Educativos en la Secretaría de Educación del Gobierno de la Ciudad Autónoma de Buenos Aires entre 1990 y 1999, y los diversos cargos que ocupó como capacitador en trayectos de formación docente en el Gobierno de la Ciudad Autónoma de Buenos Aires. También impartió múltiples cursos de gestión cultural para el desarrollo local y brindó acompañamiento y asistencia técnica a diferentes ONGs de la Ciudad de Buenos Aires y del conurbano bonaerense en capacitación para el fortalecimiento institucional.
Entre 1996 y 1999, designado por el Partido Justicialista y en el marco de la Escuela Nacional de Gobierno en tanto institución colegiada por los partidos políticos y con representación parlamentaria, brindó capacitaciones a diversos dirigentes políticos y coordinó proyectos de trayectos específicos de formación para distintos sectores de la educación.  
Su ejercicio docente universitario inició en 1999 con su ingreso a la Universidad Nacional de Tres de Febrero como profesor titular de la cátedra de Introducción al Análisis de Políticas Públicas. Posteriormente y hasta la actualidad, asumió como titular de la cátedra de Psicosociología de las Organizaciones. Dentro de la Universidad, coordinó proyectos especiales tales como las Jornadas sobre el Pensamiento de Rodolfo Kusch (1922-1979), la puesta en valor del Archivo-Biblioteca Rodolfo Kusch y múltiples publicaciones de las diferentes disciplinas (filosofía, arte, educación, etc) que incluye el trabajo de este pensador. Desde 2014 y hasta la actualidad, coordina el Programa Pensamiento Americano de la Secretaría Académica de la UNTREF. Asimismo, desde este Programa, creó en 2015 la plataforma educativa virtual Pensar en Movimiento de acceso libre y gratuito. 
Desde 2021, dirige el Diplomado Descolonizar la educación: aporte desde pensadores americanos (CRESUR - UNTREF) y es codirector de la Revista de Formación Docente e Investigación Educativa (CRESUR- UNTREF)

## Acciones Académicas
El eje principal de las acciones académicas desarrolladas por el Tasat lo constituye el impulso a la visibilidad y trabajo de pensadores americanos en los dispositivos curriculares de las Ciencias Sociales. En este marco coordinó las Jornadas Pensar América. La primera edición, realizada en 2013 en Salvador de Bahía, se focalizó en la articulación y discusión de los trabajos de Milton Santos y Rodolfo Kusch. La segunda, se llevó a cabo en Arapey en conjunto con la Asociación Filosófica de Uruguay, y se centró en la reflexión respecto de los escritos de José Luis Rebellato y Rodolfo Kusch. A partir del aumento y fortalecimiento de alianzas institucionales, tal evento cobró una mayor relevancia regional y se constituyó como Congreso Internacional Interdisciplinar de Pensamiento Crítico. Este tuvo su primera edición en Santiago de Chile y la segunda en Bogotá. El mismo se realiza regularmente cada tres años. 
Entre 2012 y 2015, dirigió el Proyecto de Investigación Movilidad Docente Mercosur desde la UNTREF y en conjunto con el Ministerio de Educación, Cultura, Ciencia y Tecnología de la Nación y la Universidad Federal de Bahía, centrado en el desarrollo de los estudios culturales. Asimismo, acompañó el programa Cine y Ciudadanía (2012-2019), un proyecto de voluntariado universitario que consiste en acompañar a grupos de escuelas secundarias públicas, de Tres de Febrero en la realización integral de cortometrajes, donde se reflejen sus intereses e inquietudes. 
A lo largo de su trayectoria participó en múltiples eventos y congresos alrededor de América. En 2011 creó y organizó por primera vez las Jornadas sobre el Pensamiento de Rodolfo Kusch. Estas tienen como objetivo central profundizar en el pensamiento de Rodolfo Kusch, cuya obra filosófica condensa el desafío de vincular el pensamiento popular, el pensamiento académico y el pensamiento andino originario. Se han realizado ocho ediciones de las mismas en diferentes lugares de América entre los que se encuentran Argentina, Colombia y Brasil. También han contado con el apoyo y coordinación de instituciones como UNESCO, UNTREF, el Senado de la Nación, la Secretaría de Cultura, la Universidad Federal de Río Grande del Sur, entre otras. Progresivamente y a partir del incremento y constitución de múltiples alianzas institucionales, tales Jornadas han adquirido una sólida continuidad y un amplio alcance geográfico que se mantienen hasta la actualidad.  
Desde el año 2015, en conjunto con un grupo de docentes e investigadores, lleva adelante la plataforma educativa virtual Pensar en Movimiento. La misma tiene por objetivo conectar en diálogo a diferentes pensadores y referentes culturales de América y trabajar en la producción de contenidos audiovisuales con fines educativos y de divulgación. Tales contenidos pretenden colaborar con el aporte de saberes que suelen no estar suficientemente visibilizados en la educación formal actual, y hacerlo de manera más atractiva que los medios tradicionales. La misma cuenta con contenidos educativos para nivel secundario, materiales didácticos para el aula y, desde 2018, una sección dedicada exclusivamente al pensamiento americano en salud. En el marco de este proyecto, también se imparte el Curso de Formación Permanente Pensar en Movimiento, cuyo objetivo central es la capacitación docente a partir de la revisión de las perspectivas epistemológicas tradicionales y la introducción de aportes teóricos producidos por autores de la epistemología americana. De este modo, pretende contribuir a la actualización disciplinar, a la creación de un especio teórico y práctico para el ejercicio del diálogo y la reflexión colectiva, y a la generación de herramientas y estrategias para el campo de la enseñanza en la educación. El mismo se ha impartido en múltiples ciudades del país tales como Mar del Plata, Salta, Posadas, entre otras.
Asimismo, desde 2007, dirige Proyectos de Investigación de estudios culturales y del pensamiento de Rodolfo Kusch, tanto de carácter nacional como binacionales e interuniversitarios.  Desde su ejercicio docente y de investigador y dentro del marco del Programa de Incentivos a Docentes Investigadores coordinado por el Ministerio de Educación de la Nación, presenta la Categoría III. 

## Pensamiento
Los trabajos de Tasat, tanto desde su ejercicio docente como desde su papel de investigador, materializan el esfuerzo por construir una nueva trama epistemológica en el pensamiento crítico americano a partir del aporte de distintos pensadores poco trabajados en el campo académico. Estos se centran en las líneas que configuran tanto el pensamiento filosófico argentino como el crítico americano en general, con un especial foco en el de Rodolfo Kusch. Sus reflexiones pretenden analizar críticamente la matriz eurocéntrica de las epistemologías de las ciencias sociales en convivencia con pensamientos situados, y asumir el desafío de pensar las especificidades de América, desde un pensamiento arraigado en las sabidurías indígenas y populares y en un intercambio y diálogo entre diferentes voces, saberes y cosmovisiones.
Asimismo, su trabajo se orientó hacia la búsqueda de lo negado por el proyecto de la modernidad, dentro del currículum explícito, en tanto condición de posibilidad y de afirmación. Es decir, hacia la indagación en la convivencia de aquellos saberes negados por la construcción moderna de conocimiento, en la cotidianidad de las poblaciones locales y diversos agentes sociocomunitarios.
En esta misma línea se destacan sus aportes metodológicos. Desde una reflexión crítica respecto de la búsqueda científica hegemónica, Tasat propone un desplazamiento hacia una metodología situada en la que tome preeminencia lo simbólico del otro. Es decir, asumir un dispositivo de intervención que posibilite la escucha y percepción de las palabras y sentido de ese otro. Este aporte no solo implica una herramienta de gestión y acción en territorio, sino también un esfuerzo por promover dentro de las ciencias sociales un involucramiento del actor, no como objeto, sino como parte y sujeto protagónico de su historia. 

## Publicaciones

### Publicaciones principales
- "Pensar en movimiento. Aportes a la práctica docente desde pensadores americanos" - (Coord.) Prometeo, 2021
- "Observa Cultura. Dimensiones, aportes y desafíos de la investigación en Gestión Cultural" (Tasat, Maccari, País Andrade, Schargorodsky y Solano)- RGC, 2021
- "Rodolfo Kusch. Geocultura de un hombre americano" (Tasat, Montes Miranda y Avendaño Porras - Coords.)- USERENA-UNTREF, 2020.
- “La educación negada: aportes desde un pensamiento americano” – Prometeo 2019.
- “Arte, estética, literatura y teatro en Rodolfo Kusch “- 2016.
- "Pensar América: pensadores latinoamericanos en diálogo” – 2015
- “Políticas culturales públicas, culturales locales y diversidad cultural” - EDUNTREF 2014
- “El Hedor de América: Reflexiones interdisciplinarias a 50 años de la América Profunda de Rodolfo Kusch” -EDUNTREF-CCC, 2013
- "Análisis Situacional de las Organizaciones" - EDUNTREF 2009.

### Otras publicaciones
- Lo negado por la educación: propuesta de un dispositivo como condición de posibilidad del diálogo de saberes, en Aprendizagens Interculturais. Na educação e na psicologia, Cirkula, 2021.
- Pedagogías críticas americanas. Universidad Nacional Abierta y a Distancia (comp.), 2021.
- Pensar em movimento: pensadores americanos para a sala de aula, Editora De Castro, 2021.
- La naturaleza de la cultura: la convivencia de los antagonismos, el símbolo como umbral de entendimiento compartido. Indicadores Culturales: EDUNTREF 2015.
- Tasat y Atienza. Jornadas “El pensamiento de Rodolfo Kusch”. INDICADORES CULTURALES: EDUNTREF. 2014.
- La cartografía cultural en América Latina desde la geocultura. Indicadores Culturales: EDUNTREF 2013.
- Tasat; Paulizzi; Brizuela y Moreira. La cultura y las políticas culturales desde un horizonte plurisdisciplinar. Indicadores Culturales: EDUNTREF 2012
- Los desafíos de las áreas culturales de los gobiernos locales: la preinstitucionalidad o la profesionalización de la gestión cultural. Indicadores Culturales: EDUNTREF 2011.
- La forma de nombrar al destinatario de las políticas culturales en los gobiernos locales en la Argentina. Políticas Culturales Públicas: EDUNTREF. 2010. p117 - 124.
- El destinatario de las políticas culturales de los gobiernos locales. Indicadores Culturales: EDUNTREF 2010.
- Tasat y Mendes Calado. Indicadores Culturales Presupuestarios. Indicadores Culturales: EDUNTREF. 2009.
- Tasat y Equipo. Políticas culturales de los gobiernos locales en el conurbano bonaerense. Indicadores Culturales 2008: EDUNTREF. 2009.